# 维塔利·多古日耶夫
维塔利·胡塞伊诺维奇·多古日耶夫（俄语：Виталий Хуссейнович Догужиев，1935年12月25日—2016年10月3日）是苏联政治人物，曾任苏联通用机器制造部部长，苏联部长会议第一副主席。

## 生平
1935年12月25日生于苏联乌克兰加盟国顿涅茨克地区的叶纳基耶沃。大卫国战争期间被疏散到卡拉干达。1958年毕业于第聂伯罗彼得罗夫斯克州立大学，获得力学学位。1976年至1983年为兹拉托乌斯特机械制造厂厂长。1988年3月至1989年6月担任苏联通用机器制造部部长。
1991年1月15日至1991年11月26日担任苏联部长会议第一副主席（8月28日之后为代理）。
八一九事件发生后，帕夫洛夫预感到政变可能失败，血压骤然升高，被送进了医院。多古日耶夫于8月19日至28日短暂代理部长会议主席职务。
从1997年开始是莫斯科航天学会公益组织主席团成员。2016年10月3日在莫斯科去世。

## 获奖
- 劳动红旗勋章（两次：1971年和1974年）
- 苏联国家奖（1977年）
- 十月革命勋章（1978年）
- 社会主义劳动英雄荣誉称号、镰刀与锤子奖章及列宁勋章（1984年）